# 烤肉店
烤肉店，又稱燒烤店，顾名思义，是一种为顾客提供以烤肉为主的商业性质的店面或餐厅。很多有名的烤肉店会采取自助的形式，提供的食物也是多种多样的，除了各种类型的烤肉，还有蔬菜、水果、点心、熟食等等。烤肉店有自烤形式的（即顾客自己动手烤，并加入各种调料），也有为顾客提供的现成的烤肉。
烤肉店的规模可大可小。小到路边一个烤肉架，一个店主，几张桌子。

## 烤肉店通常会提供的食物

### 烤肉
包括很多种烤肉：如巴西烤肉、土耳其烤肉、韩国烤肉、蒙古烤肉、泰式烧烤、日式燒肉、墨西哥烧烤等等...。

### 饮料类
各种果汁：如橙汁、苹果汁、葡萄汁；碳酸饮料如可乐等等；以及一些自制饮料。

### 酒类
通常会有葡萄酒、啤酒等。

### 其余食物
蔬菜、水果沙拉、点心、熟食如等等。